# Robert Fitch
Robert Fitch (ur. 28 lipca 1919 w  Audubon, 15 kwietnia 2003 w Bloomington) – amerykański lekkoatleta, który specjalizował się w rzucie dyskiem.
8 czerwca 1946 w Minneapolis wynikiem 54,93 ustanowił rekord świata.
Dwukrotny mistrz USA (1942 i 1946), złoty medalista mistrzostw NCAA (1942).